# Station Dudzele-Kanaal
Station Dudzele-Kanaal was een spoorweghalte langs spoorlijn 51A (Brugge - Zeebrugge) in de Brugse deelgemeente Dudzele. Het was gelegen langs de huidige Stationsweg op ongeveer 2 km van het dorp Dudzele. De halte viel onder het beheer van het station Dudzele.
Assebroek ·
Brugge ·
Brugge-Dijk ·
Brugge-Dok ·
Brugge-Noord ·
Brugge-Sint-Pieters ·
Brugge-Vorming ·
Brugge-Zeehaven ·
Dudzele ·
Dudzele-Kanaal ·
Lissewege ·
Sint-Michiels ·
Steenbrugge ·
Zeebrugge-Vorming ·
Zeebrugge-Dorp ·
Zeebrugge-Strand ·
Zwankendamme
(Brugge ·
Brugge-Sint-Pieters) · 
2,3: Dudzele-Kanaal ·
5,9: Lissewege ·
7,1: Zwankendamme ·
9,8: Zeebrugge-Dorp ·
Zeebrugge-Strand